# Кобоноки, Цукаса
Цукаса Кобоноки (яп. 枋木 司 Кобоноки Цукаса, род. 5 декабря 1991, Тохоку) — японский биатлонист.

## Карьера
В Кубке мира Кобоноки дебютировал в сезоне 2014/2015. На первом же старте удалось набрать свои кубковые очки. 3 декабря 2014 года в индивидуальной гонке в шведском Эстерсунде Кобоноки с одним промахом финишировал 32-м. Этот результат позволил ему закрепиться в сборной Японии.